# 厄爾利敦 (阿拉巴馬州)
厄爾利敦（英語：Earlytown）是一個位於美國阿拉巴馬州傑尼瓦縣的非建制地區。該地的面積和人口皆未知。

## 地理
厄爾利敦的座標為31°07′43″N 86°07′46″W / 31.12861°N 86.12944°W，而該地最高點為海拔高度69米（即226英尺）。